# Happisburgh
Happisburgh (uitspraak /'heɪzbʌrə/ of /'heɪzbərə/, ongeveer ‘heezb’re’) is een civil parish in het bestuurlijke gebied North Norfolk, in het Engelse graafschap Norfolk met 889 inwoners.
In deze plaats bevindt zich het Happisburgh Lighthouse.